# Nuoto ai Giochi della XXX Olimpiade - 800 metri stile libero femminili
La gara degli 800 metri stile libero femminili dei Giochi della XXX Olimpiade si è svolta il 2 e il 3 agosto 2012. Hanno partecipato 35 atlete.
La gara è stata vinta dalla statunitense Katie Ledecky con il tempo di 8'14"63, mentre l'argento e il bronzo sono andati rispettivamente a Mireia Belmonte García e a Rebecca Adlington.

## Programma
| Data     | Ora (BST/UTC+1) | Turno    |
| -------- | --------------- | -------- |
| 2 agosto | 10:19           | Batterie |
| 3 agosto | 19:45           | Finale   |

## Record
Prima della competizione, il record mondiale e olimpico era il seguente:
| Record mondiale · Record olimpico | 8'14"10 | Rebecca Adlington Gran Bretagna | 16 agosto 2008, Pechino, Cina |

Durante la competizione tale record non è stato migliorato.

## Risultati

### Batterie
| Pos. | Atleta                  | Nazionalità   | Tempo   | Batt. | Corsia | Note |
| ---- | ----------------------- | ------------- | ------- | ----- | ------ | ---- |
| 1    | Rebecca Adlington       | Gran Bretagna | 8'21"78 | 5     | 4      | Q    |
| 2    | Lotte Friis             | Danimarca     | 8'21"89 | 4     | 4      | Q    |
| 3    | Katie Ledecky           | Stati Uniti   | 8'23"84 | 3     | 4      | Q    |
| 4    | Mireia Belmonte García  | Spagna        | 8'25"26 | 3     | 5      | Q    |
| 5    | Lauren Boyle            | Nuova Zelanda | 8'25"91 | 5     | 6      | Q,   |
| 6    | Boglárka Kapás          | Ungheria      | 8'26"43 | 4     | 3      | Q    |
| 6    | Andreína Pinto          | Venezuela     | 8'26"43 | 4     | 8      | Q,   |
| 8    | Coralie Balmy           | Francia       | 8'27"15 | 4     | 2      | Q    |
| 9    | Shao Yiwen              | Cina          | 8'27"78 | 5     | 3      |      |
| 10   | Erika Villaécija García | Spagna        | 8'27"99 | 5     | 2      |      |
| 11   | Alexa Komarnycky        | Canada        | 8'28"11 | 3     | 1      |      |
| 12   | Wendy Trott             | Sudafrica     | 8'28"98 | 3     | 3      |      |
| 13   | Éva Risztov             | Ungheria      | 8'29"06 | 3     | 2      |      |
| 14   | Kristel Köbrich         | Cile          | 8'29"55 | 4     | 7      |      |
| 15   | Savannah King           | Canada        | 8'29"72 | 5     | 1      |      |
| 16   | Cecilia Biagioli        | Argentina     | 8'33"97 | 5     | 8      |      |
| 17   | Julia Hassler           | Liechtenstein | 8'35"18 | 2     | 4      |      |
| 18   | Kylie Palmer            | Australia     | 8'35"75 | 4     | 6      |      |
| 19   | Katya Bachrouche        | Libano        | 8'35'88 | 2     | 2      |      |
| 20   | Jessica Ashwood         | Australia     | 8'37"21 | 5     | 7      |      |
| 21   | Kate Ziegler            | Stati Uniti   | 8'37"38 | 5     | 5      |      |
| 22   | Ellie Faulkner          | Gran Bretagna | 8'38"00 | 3     | 6      |      |
| 23   | Camelia Potec           | Romania       | 8'38"44 | 4     | 1      |      |
| 24   | Xin Xin                 | Cina          | 8'40"88 | 4     | 5      |      |
| 25   | Tjaša Oder              | Slovenia      | 8'41"82 | 2     | 5      |      |
| 26   | Elena Sokolova          | Russia        | 8'42"73 | 3     | 8      |      |
| 27   | Patricia Castañeda      | Messico       | 8'44"44 | 2     | 6      |      |
| 28   | Nina Dittrich           | Austria       | 8'45"41 | 2     | 3      |      |
| 29   | Samantha Arévalo        | Ecuador       | 8'49"21 | 1     | 4      |      |
| 30   | Cai Lin Khoo            | Malaysia      | 8'51"18 | 2     | 7      |      |
| 31   | Lynette Lim             | Singapore     | 8'52"92 | 2     | 1      |      |
| 32   | Han Na-Kyeong           | Corea del Sud | 8'57"26 | 2     | 8      |      |
| 33   | Pamela Benitez          | El Salvador   | 9'02"66 | 1     | 5      |      |
| 34   | Danielle van den Berg   | Aruba         | 9'23"21 | 1     | 6      |      |
| 35   | Simona Marinova         | Macedonia     | 9'28"41 | 1     | 3      |      |
| -    | Grainne Murphy          | Irlanda       | -       | 3     | 7      | DNS  |

### Finale
| Pos.    | Nome                   | Nazione       | Tempo   | Corsia | Note                |
| ------- | ---------------------- | ------------- | ------- | ------ | ------------------- |
| Oro     | Katie Ledecky          | Stati Uniti   | 8'14"63 | 3      | Record panamericano |
| Argento | Mireia Belmonte García | Spagna        | 8'18"76 | 6      | Record nazionale    |
| Bronzo  | Rebecca Adlington      | Gran Bretagna | 8'20"32 | 4      |                     |
| 4       | Lauren Boyle           | Nuova Zelanda | 8'22"72 | 2      | Record oceaniano    |
| 5       | Lotte Friis            | Danimarca     | 8'23"86 | 5      |                     |
| 6       | Boglárka Kapás         | Ungheria      | 8'23"89 | 7      | Record nazionale    |
| 7       | Coralie Balmy          | Francia       | 8'29"26 | 8      |                     |
| 8       | Andreína Pinto         | Venezuela     | 8'29"28 | 1      |                     |